# 희망의 소리 (SOH)
희망의 소리(희망지성국제광파전대. 중국어: 希望之聲國際廣播電台, 영어: Sound Of Hope, SOH)는 2003년 미국에서 설립한 대(對)중국 단파방송이다. 본사는 미국 샌프란시스코에 있다.

## 연혁
- 2003년 6월 20일 미국 샌프란시스코에서 개국.

## 한국어 방송
SOH 희망지성 한국어 방송은 대한민국, 조선민주주의인민공화국, 중국 조선족 등을 주요 청취 대상으로 하며, 매일 1시간 동안 단파로 방송하고 인터넷으로 언제든지 들을 수 있다.

#### 한국어 방송 주파수
| 한국 표준시 | 단파 주파수 |
| 18:00~19:00 | 11750 kHz   |

## 방송 언어
- 한국어
- 중국어
- 영어
- 스페인어
- 베트남어
- 프랑스어

## 주소
대한민국 서울특별시 서초구 서초동 1580-11 동화빌딩 4층 SOH 한국지사

## 같이 보기
- 신당인TV
- 대기원시보